# Fortuna (cartunista)
Reginaldo José Azevedo Fortuna, mais conhecido como Fortuna (São Luís, 21 de agosto de 1931 — São Paulo, 5 de setembro de 1994) foi um jornalista, cartunista, chargista e humorista brasileiro.
Começou bastante cedo a desenhar e aos quinze anos, ao se mudar para o Rio de Janeiro, teve desenhos impressos na revista Sesinho, publicação do Serviço Social da Indústria sob o pseudônimo de Ricardo Forte. Durante os primeiros anos de ditadura militar, tornou-se conhecido por suas charges políticas no jornal Correio da Manhã. Algumas dessas charges foram publicadas no livro "Hay Gobierno?" com Jaguar e Claudius.
Passou por publicações da grande imprensa e imprensa alternativa, dentre as quais A Cigarra, O Cruzeiro, Pif-Paf e Revista da Semana. Foi um dos fundadores do jornal Pasquim. Editou e dirigiu a revista de "cartuns e quadrinhos não enlatados" O Bicho.
Foi o responsável pelo projeto gráfico do suplemento Folhetim, do jornal Folha de S. Paulo, editado por Tarso de Castro. Com Tarso também revisitou a revista "Careta". Fez capas para livros, para a revista "Veja" e participou de antologias de humor. Criou a personagem de quadrinhos nonsense "Madame e Seu Bicho Muito Louco". Lançou três livros solos: "Aberto Para Balanço" (charges do Correio da Manhã), "Diz, Logotipo!" (legendas sobre logotipos existentes) e "Acho Tudo Muito Estranho (já o prof. Reginaldo, não) - (textos de humor e ilustrações). Fortuna morreu de infarto aos 63 anos.